# Мусавах
«Мусавах» (араб. مساواة, укр. Рівність) — глобальний рух за рівність та справедливість в ісламській сім'ї, який очолюють феміністки, які «намагаються повернути Іслам та Коран собі». Цей рух прагне боротися «за свої права у рамках ісламської традиції, а не навпаки».

## Історія
У березні 2007 року комітет із планування у складі дванадцяти жінок зустрівся у Стамбулі, представляючи такі країни світу, як Єгипет, Гамбія, Індонезія, Іран, Малайзія, Марокко, Нігерія, Пакистан, Катар, Туреччина та Велика Британія. Наступні два роки вони працювали над формуванням керівних принципів руху.
Офіційно «Мусавах» було започатковано у місті Куала-Лумпур у лютому 2009 року, на зустрічі 250 ісламських активісток, вчених, практикуючих юрист/ок і політик/инь із 47 країн. Мона Елтахави (англ. Mona Eltahawy), єгипетсько-американська журналістка й учасниця руху, так прокоментувала момент запуску:
|  | Панельні дискусії та розмови за вечерею [...] були гарячими, але не про хустки чи освіту. У нас на думці були набагато важливіші проблеми — наприклад, право жінки ініціювати розлучення, як захистити жінок від духовників, які стверджують, що Іслам дає чоловікові право бити свою дружину, боротьба із примусовими шлюбами. Іншими словами, як забрати Іслам від тих чоловіків, які використовують його проти нас. Оригінальний текст (англ.) Panel discussions and dinner talk [...] were heated, but not about headscarves or education. We had much heavier issues on our minds — like a woman’s right to initiate divorce, how to protect women against clerics who say Islam gives a husband the right to beat his wife, fighting forced marriage. In other words, wrestling Islam back from the men who use it against us. |

Організація перебуває у Малайзії.

## Роль та виклики
Малайзійська активістка Зайна Анвар (англ. Zainah Anwar), одна із співзасновниць руху, запропонувала таке формулювання ролі «Мусавах» у контексті ширших рухів за права жінок та людей:
|  | «Мусавах» привносить до спільного діла багатий та різноманітний набір інтерпретацій, юридичних думок та принципів, що роблять можливим побачити рівність і справедливість в Ісламі, і витлумачити ці дві цінності на національному та міжнародному рівнях. Це життєво важливий внесок в той час, коли демократія, права людини і права жінок складають сучасну етичну парадигму теперішнього світу. Оригінальний текст (англ.) What Musawah brings to the table is a rich and diverse collection of interpretations, juristic opinions and principles that makes it possible to read equality and justice in Islam, and construe these twin values at national and international levels. It is a vital contribution at a time when democracy, human rights and women's rights constitute the modern ethical paradigm of today's world. |

Викликами для руху є поточні дебати щодо багатопланових інтерпретацій Корану, а також захист інтерпретації прав людини в самому Ісламі, а не світське тлумачення прав людини.